# ラフン・タフ 〜永遠のリディムの創造者たち〜
『ラフン・タフ〜永遠のリディムの創造者たち〜』（ラフン・タフ えいえんのリディムのそうぞうしゃたち、英題：Ruffn' Tuff）は、2006年に公開されたレゲエの源流を探るドキュメント映画。
2010年2月にジャマイカで開かれたレゲエ映画の祭典「Reggae Film Festival 2010」のインターナショナル・ドキュメンタリー部門で「ジャマイカ・フィルム・アカデミー名誉賞」を獲得、2010年5月15日より5月28日までの2週間、渋谷のシアターNにて凱旋上映となった。

## キャスト
- グラッドストン“グラディ”アンダーソン
- リン・テイト
- U・ロイ
- アルトン・エリス
- ボブ・アンディ
- リロイ・シブルス
- グレゴリー・アイザックス
- キング・タビー
- カールトン・マニング
- イエローマン
- 高津直由

## スタッフ
- 監督:石井“EC”志津男

## DVD
- 日本では2007年4月20日にDVDが発売された。